# Angelo Romano
Angelo Romano (Capriglia Irpina, 4 giugno 1934) è un politico italiano.

## Biografia
Nato ad Avellino e iscritto alla Democrazia Cristiana, venne eletto consigliere comunale nella sua città natale. Fu sindaco di Avellino dall'aprile 1989 al maggio 1995, distinguendosi come il "sindaco delle demolizioni". Dopo la dissoluzione della DC passò a Forza Italia, sedendo nuovamente tra i banchi del consiglio comunale cittadino dal 1999 al 2003.